# ملعب إسماعيل مخلوف
ملعب إسماعيل مخلوف أو ملعب الأربعاءهو ملعب متعدد الاستخدامات يقع في بلدية الأربعاء، الجزائر. ويُستخدم حاليًا في الغالب لمباريات كرة القدم، وهو الملعب الرئيسي لنادي أمل الأربعاء. يتسع الملعب لسبعة آلاف (7000) متفرج.
يحمل اسم الثائر الجزائري إسماعيل مخلوف، حارس مرمى أمل الأربعاء السابق وعضو جبهة التحرير الوطني. في مباراة لفريقه في الأربعاء، طارده الجيش الاستعماري وقتله بين الشوطين، واستشهد وهو يرتدي قميص ناديه. وتخليدًا لذكراه، حمل الملعب الرئيس لمدينة الأربعاء اسمه منذ استقلال الجزائر.